# Вейсель, Георг
Георг Вейсель (нем. Georg Weissel, 28 марта 1899, Вена, Австро-Венгрия — 15 февраля 1934, Вена, Австрия) — австрийский химик и руководитель пожарной дружины, активный участник февральского восстания 1934 года против австрофашистов.

## Биография
Уже начиная с 1927 года Георг Вейсель был руководителем местного шуцбунда, но не был согласен с нелегальными видами борьбы. Только в 1933 году, когда правительство ещё более сдвинулось вправо и шуцбунд был запрещён, Вейсель решает возобновить подпольную работу.
Как командир пожарной дружины, 13 февраля 1934 года, Вейсель выступил в поддержку восставших против режима Энгельберта Дольфуса в венском районе Флоридсдорф. Вот, что рассказывает очевидец тех событий:
Как вы знаете, в первый же день нам на помощь выступила пожарная дружина во главе с тов. Вейсселем. Их было немного — всего 60 человек. Но они прекрасно дрались. Эта дружина была нашим заслоном и приняла первый бой с правительственными войсками. Дружина в течение целого дня выдержала бой с превосходящими её в десять раз силами противника. Мы поддерживали её, открыв огонь по противнику из наших пулемётных гнёзд, и несомненно она не сдалась бы, если бы правительственные войска не пустили в ход удушливые газы — факт, который Дольфус и Штаремберг пытаются скрыть. Дружина Вейсселя дрогнула. Преследовавший её по пятам противник не пощадил никого. Войска и жандармы зверским образом закалывали отравленных газом дружинников.
Вейсель был схвачен австрофашистами, осуждён военным судом к смертной казни и повешен 15 февраля в областном суде города Вены. Его тело и тела других казнённых предводителей не были переданы родственникам и тайно захоронены на Центральном кладбище Вены. Впоследствии, с помощью кладбищенских рабочих удалось найти их могилы.

## Память
После Второй мировой войны его именем были названы жилые районы.